# صموئيل جيبس فرينش
صموئيل جيبس فرينش (بالإنجليزية: Samuel Gibbs French) هو عسكري أمريكي، ولد في 22 نوفمبر 1818 في مقاطعة غلوستر في الولايات المتحدة، وتوفي في 20 أبريل 1910 في فلوريدا في الولايات المتحدة.